# Formel 3000 1985
Formel 3000 1985 vanns av Christian Danner. Det var kategorins första säsong, sedan den ersatt formel 2.

## Delsegrare
| Datum        | Bana           | Vinnare          |
| ------------ | -------------- | ---------------- |
| 24 mars      | Silverstone    | Mike Thackwell   |
| 7 april      | Thruxton       | Emanuele Pirro   |
| 21 april     | Estoril        | John Nielsen     |
| 12 maj       | Vallelunga     | Emanuele Pirro   |
| 27 maj       | Pau            | Christian Danner |
| 2 juni       | Spa            | Mike Thackwell   |
| 30 juni      | Dijon          | Christian Danner |
| 28 juli      | Pergusa        | Mike Thackwell   |
| 17 augusti   | Österreichring | Ivan Capelli     |
| 24 augusti   | Zandvoort      | Christian Danner |
| 22 september | Donington Park | Christian Danner |

## Slutställning
| Plats | Förare            | Poäng |
| ----- | ----------------- | ----- |
| 1     | Christian Danner  | 51    |
| 2     | Mike Thackwell    | 45    |
| 3     | Emanuele Pirro    | 38    |
| 4     | John Nielsen      | 32    |
| 5     | Michel Ferté      | 17    |
| 6     | Gabriele Tarquini | 14    |
| 7     | Ivan Capelli      | 13    |
| 8     | Philippe Streiff  | 12    |
| 9     | Alain Ferté       | 10    |
| 10    | Mario Hytten      | 8     |